# حوزه انتخابیه پارس‌آباد و بیله‌سوار
حوزهٔ انتخابیه پارس‌آباد و بیله‌سوار یکی از حوزه‌های استان اردبیل برای انتخابات مجلس شورای اسلامی است. این حوزه به مرکزیت پارس‌آباد ۱ نماینده دارد.

## نمایندگان مجلس شورای اسلامی حوزه انتخاباتی پارس آباد و بیله سوار و اصلاندوز
دوره نخست مجلس شورای اسلامی
محمدرضا راشد
با شکل گیری انقلاب اسلامی و انحلال مجلس شورای ملی ایران ،مجلس شورای اسلامی تشکیل آمد.این مجلس رکن اصلی قوه مقننه در نظام جمهوری اسلامی ایران است که از نمایندگان منتخب مردم تشکیل شده است .انتخابات اولین دوره مجلس شورای ملی پس از انقلاب 57 ، در 24 اسفند 1358خورشیدی، برگزار گردید و در تاریخ 7 خرداد 1359خورشیدی، اولین جلسه مجلس اول برگزار گردید.از حوزه  انتخابیه مغان آقای محمدرضا راشد انتخاب شد.
دوره دوم
مطلب دشتی تولیر
انتخابات دومین دوره مجلس شورای اسلامی، پس از انقلاب بهمن 1357 ،در روز جمعه 26 فروردین 1363برگزار گردید و در تاریخ 7 خرداد 1363 اولین جلسه مجلس دوم برگزار گردید.در دومین انتخابات پس از انقلاب آقای مطلب دشتی تولیر بعنوان نماینده مردم مغان(گرمی،پارس آباد و بیله سوار) انتخاب شد.
دوره سوم
حبیب برومند
انتخابات سومین دوره مجلس شورای ملی پس از انقلاب بهمن 1357 در روز 19 فروردین 1367 برگزار گردید و در تاریخ 7 خرداد 1367  اولین جلسه مجلس برگزار شد.در این دوره از حوزه انتخابیه مغان آقای حبیب برومند داش قاپو بعنوان نماینده مغان انتخاب شد.
دوره چهارم
حبیب برومند
انتخابات چهارمین دوره مجلس شورای اسلامی پس از انقلاب 57، 21فروردین 1371 برگزار گردید و در تاریخ 7 خرداد 1371 اولین جلسه مجلس برگزار گردید.آقای حبیب برومند برای دومین بار به عنوان نماینده مردم مغان انتخاب شد.متاسفانه اعتبار نامه او در مجلس رد شد و مردم مغان برای دو سال در مجلس نماینده نداشت و در انتخابات میاندوره ای آقای فیروز احمدی بعنوان نماینده مردم مغان انتخاب شد.
دوره پنجم
حسن الماسی
انتخابات پنجمین دوره مجلس شورای اسلامی، در 18 اسفند 1374 برگزار گردید.در تاریخ 12خرداد1375نخستین جلسه مجلس پنجم برگزار شد.از حوزه انتخابیه مغان آقای دکتر حسن الماسی بعنوان نماینده انتخاب شد.
دوره ششم
حسن الماسی
انتخابات ششمین دوره مجلس شورای اسلامی،در تاریخ 29 بهمن1378خورشیدی، برگزار گردید جلسه افتتاحیه مجلس در 7 خرداد 1379آغاز شد.در این دوره مردم پارس آباد و بیله سوار برای بار دوم آقای دکتر حسن الماسی را به عنوان نماینده خود انتخاب کردند.
دوره هفتم
سلیمان فهیمی گیگلو
انتخابات هفتمین دوره مجلس شورای اسلامی، 9 اسفند 1382خورشیدی، برگزار گردید و در تاریخ 7 خرداد 1383 اولین جلسه مجلس هفتم برگزار شد.در این دوره نیز مردم شهرستان پارس آباد و بیله سوار نیز آقای سلیمان فهیمی گیگلو را به عنوان نماینده انتخاب کردند.
دوره هشتم
وکیل سپه اجیرلو
انتخابات هشتمین دوره مجلس شورای اسلامی،در تاریخ 24 اسفند سال 1386خورشیدی در سراسر ایران برگزار شد.  مردم شهرستان پارس آباد و بیله سوار وکیل سپه اجیرلو را به عنوان نماینده خود انتخاب کردند.
دوره نهم
حسین بورمند
انتخابات نهمین دوره مجلس شورای اسلامی،در تاریخ 12 اسفند سال 1390خورشیدی در سراسر ایران برگزار شد. مردم شهرستان پارس آباد و بیله سوار آقای حبیب برومند داشقاپو را به عنوان نماینده خود انتخاب کردند.
دوره دهم
شکور پورحسین شقلان
در دهمین دوره انتخابات مجلس شورای اسلامی، شکور پورحسین شقلان، در دور دوم توانست با ۵۲٬۷۳۱ رأی از مجموع ۱۰۱٬۳۰۶ رأی مأخوذه صحیح بعنوان نفر اول پارس‌آباد و بیله سوار، وارد مجلس دهم شود.
دوره یازدهم
عباس جهانگیرزاده
عباس جهانگیرزاده سیاستمدار ایرانی است. وی موفق شد در یازدهمین دوره انتخابات مجلس شورای اسلامی (۱۳۹۹–۱۳۹۸) در حوزه انتخابیهٔ پارس‌آباد، بیله‌سوار و اصلاندوز مغان که در تاریخ ۲ اسفند ۱۳۹۸ برگزار شد، با کسب ۲۴ هزارو ۷۷۲ رای از مجموع ۱۱۰ هزار و ۳۹۹ رای، از حوزه انتخابیه پارس‌آباد و بیله‌سوار از استان اردبیل انتخاب گردد و به مجلس راه یابد.
دوره دوازدهم
ابراهیم فهیمی گیگلو
از مجموع ۸۹ هزار و ۴۱۲ رأی مأخوذه در حوزه انتخابیه پارس آباد، بیله سوار و اصلاندوز ابراهیم فهیمی گیگلو ۵۰ هزار و ۹۸۳ رأی اخذ و راهی بهارستان شد.
زلالی خاطرنشان کرد: در این رقابت‌ها همچنین امیدعلی رعنایی رقیب انتخاباتی ابراهیم فهیمی توانست ۳۸ هزار و ۴۲۹ رأی را از این مجموع آرا به دست آورد.

## پی‌نوشت و منبع
1. ↑  "حبیب برومند". ویکی‌پدیا، دانشنامهٔ آزاد. 2023-01-23.

- «جدول حوزه‌های انتخابیه در انتخابات نهمین دورهٔ مجلس شورای اسلامی» (PDF). مرکز پژوهش و سنجش افکار صدا و سیما. بایگانی‌شده از اصلی (PDF) در ۵ اكتبر ۲۰۱۸. دریافت‌شده در ۲۰ مارس ۲۰۱۶. تاریخ وارد شده در |archive-date= را بررسی کنید (کمک)

ابراهیم فهیمی با ۵۰ هزار رای راهی مجلس شد.